# Альціон товстодзьобий
Альціо́н товстодзьобий (Clytoceyx rex) — вид сиворакшоподібних птахів родини рибалочкових (Alcedinidae). Ендемік Нової Гвінеї. Це єдиний представник монотипового роду Товстодзьобий альціон (Clytoceyx).

## Опис

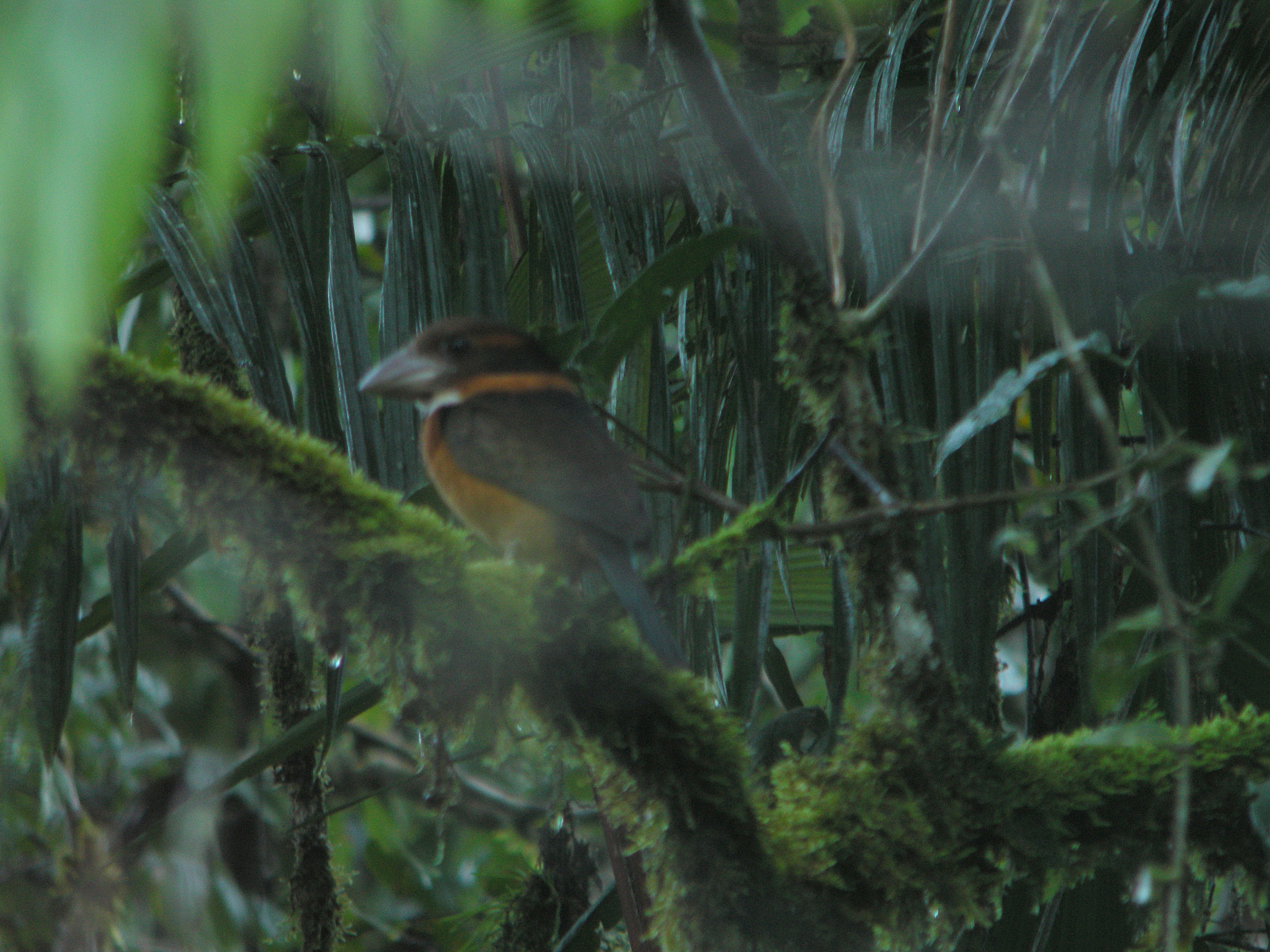
Товстодзьобий альціон

Довжина птаха становить 33 см. Дзьоб міцний, короткий і широкий, унікальний для дзьобів рибалочок. Голова темна, за очима руді смуги. Горло біле, на шиї рудий "комір", нижня частина тіла руда. Надхвістя яскраво-синє. Очі карі, дзьоб коричнювато-чорний, знизу біля основи блідіший, лапи бліді. У самців хвіст темно-синій, у самиць від рудий. Забарвлення молодих птахів подібне до забарвлення самиць, поцятковане лускоподбним візернком.

## Поширення і екологія
Товстодзьобі альціони мешкають у високогір'ях Нової Гвінеї. Вони живуть у вологих гірських і рівнинних тропічних лісах, на плантаціях і в садах. Зустрічаються на висоті до 2400 м над рівнем моря. Живляться комахами, равликами, дощовими червами і дрібними ящірками, яких шукають на землі. Ведуть прихований. частково присмерковий спосіб життя.